# Muzyka prehistoryczna
Muzyka prehistoryczna (dawniej zwana muzyką prymitywną) – muzyka kultur przedpiśmiennych, mająca początek prawdopodobnie w paleolicie.
Muzyka prehistoryczna teoretycznie obejmuje całą muzykę świata, która istniała przed pojawieniem się jakichkolwiek, istniejących do dziś, źródeł historycznych dotyczących tej muzyki. Termin ten określa również tradycyjną muzykę produkowaną przez niepiśmienne kultury w czasach historycznych, na przykład tradycyjna muzyka przedpiśmiennych plemion północnoamerykańskich lub muzyka australijskich Aborygenów. Po muzyce prehistorycznej pojawia się muzyka antyczna w różnych częściach świata, ale nadal istniejąca w odosobnionych regionach. Zazwyczaj jednak pojęcie muzyki prehistorycznej nie obejmuje produkowanej współcześnie muzyki ludowej, tradycyjnej czy autochtonicznej.
Muzyka prehistoryczna, wraz z muzyką innych okresów, wchodzi w zakres badań archeologii muzyki.

## Spekulacje na temat ewolucyjnego pochodzenia muzyki
Badania nad ewolucyjnym pochodzeniem muzyki zaczęły się w drugiej połowie XIX wieku, a w wieku XX często dyskutowane było w ramach archeologii muzyki. Po ukazaniu się zbioru artykułów Początki muzyki (Wallin, Merker, Brown, 2000) pochodzenie muzyki stało się gorąco dyskutowanym zagadnieniem w kontekście ewolucji człowieka. Istnieje obecnie wiele hipotez (niekoniecznie sprzecznych) dotyczących początków muzyki.
Niektórzy sugerują, że muzyka wywodzi się z naturalnie występujących dźwięków i rytmów. Stosując wzory, powtórzenia i tonalność, muzyka może odzwierciedlać te zjawiska. Nawet dzisiaj w niektórych kulturach muzyka imituje naturalnie występujące dźwięki. W niektórych przypadkach cecha ta związana jest z praktykami szamanistycznymi. Może również służyć rozrywce lub celom praktycznym (wabienie zwierzyny podczas łowów).
Oprócz śpiewających ptaków, obserwowano też małpy bębniące w puste pniaki. Mimo że mogłoby to służyć terytorializmowi, sugeruje pewien stopień kreatywności i wydaje się być dialogiem składającym się z wywołań i odpowiedzi.
Wyjaśnienie pochodzenia muzyki zależy od jej definicji. Jeśli założymy, że jest formą umyślnej manipulacji emocjonalnej, to muzyka w znanej nam postaci nie mogła istnieć przed nadejściem intencjonalności - zdolności do refleksji nad przeszłością i przyszłością. W okresie pomiędzy 60 tys. a 30 tys. lat temu ludzie zaczęli tworzyć sztukę w postaci malowideł na ścianach jaskiń, biżuterii itd. (eksplozja kulturalna). Zaczęli również odprawiać ceremonie pogrzebowe. Jeśli założymy, że te nowe formy zachowań odzwierciedlają pojawienie się intencjonalności, to muzyka jaką znamy również musiała się pojawić w tym okresie.
Z psychologicznego punktu widzenia, na pytanie o pochodzenie muzyki trudno jest odpowiedzieć. Muzyka wywołuje silne emocje zmienne stany świadomości. Silne emocje na ogół kojarzone są z ewolucją (dobór płciowy i walka o przetrwanie). Ale nie ma wyraźnego związku między muzyką i doborem płciowym czy też muzyką i walką o przetrwanie. Jeśli chodzi o dobór płciowy: osobniki muzykalne mogą używać muzyki do wabienia partnerów (podobnie jak samce ptaków wabią samice upierzeniem), ale jest to jedna z wielu funkcji muzyki i jeden z wielu sposobów wabienia partnerów. Jeśli chodzi o walkę o przetrwanie: społeczności cechujące się kulturą muzyczną prawdopodobnie wygrywają walkę o przetrwanie, ponieważ muzyka koordynuje ich emocje, pomaga w przekazywaniu ważnych komunikatów w obrębie grupy (podczas rytuałów), wzmaga identyfikację z grupą i motywuje do wspomagania innych członków grupy. Jednakże trudno wykazać, że mechanizmy tego typu ułatwiają przetrwanie jednej grupy w rywalizacji z innymi grupami. Gdy muzyka już istnieje, mechanizmy tego typu mogą sprzyjać danej społeczności, ale nie wiadomo czy można nimi wyjaśnić pierwotne pochodzenie muzyki.
Innym możliwym wyjaśnieniem pochodzenia muzyki jest język matczyny, czyli komunikacja słowno-gestykularna pomiędzy dorosłymi (zwykle matkami) i niemowlakami. Taka forma komunikacji wymaga stosowania wzorów melodycznych, rytmicznych i ruchowych oraz przekazywania intencji oraz znaczeń, i w tym sensie jest podobna do muzyki. Mowa matczyna spełnia dwie główne funkcje: wzmacniania więzi między matką i dzieckiem oraz pomagania dziecku w nauce języka. Obie te funkcje zwiększają szanse przetrwania dziecka, zatem mogą podlegać naturalnej selekcji. Mowa matczyna składa się ze słownictwa gestykularnego, które w różnych kulturach jest podobne.